# Edd Byrnes
Edd Byrnes (ur. 30 lipca 1932 w Nowym Jorku, zm. 8 stycznia 2020 w Santa Monica) – amerykański aktor teatralny, filmowy i telewizyjny.

## Życiorys

### Wczesne lata
Urodził się w Nowym Jorku jako Edward Byrne Breitenberger. Miał nieszczęśliwe dzieciństwo i toksyczną relację z ojcem – alkoholikiem, który był często nieobecny w domu. Dorastał z bratem Vincentem i siostrą Jo-Ann. Jego matka ciężko pracowała w różnych zawodach, aby utrzymać rodzinę. Kiedy miał 13 lat, jego ojciec został znaleziony martwy w piwnicy. Przyjął nazwisko „Byrnes” od nazwiska swojego dziadka ze strony matki, Edwarda Byrne’a, strażaka z Nowego Jorku. Jego ucieczką od problemów rodzinnych było oglądanie filmów i siłownia. W szkole średniej występował w przedstawieniach, ale nie traktował tego poważnie. Pracował jak kierowca karetki pogotowia, dekarz i sprzedawca kwiatów. W wieku 17 lat podszedł do niego mężczyzna, który zaproponował mu, że zrobi mu zdjęcia „ciała”. Zgodnie z autobiografią z 1996 Kookie No More, doprowadziło to do pracy jako żigolaka ze starszymi, zamożnymi mężczyznami, mimo że Edd był heteroseksualny. Jeden z tych ludzi działał jako mentor Edda, wprowadzając go do świata mody i kultury oraz kariery aktorskiej.

### Kariera
W 1956 dostał pracę bez wynagrodzenia w letniej spółce teatralnej w Connecticut, Litchfield Community Playhouse w Litchfield. Wkrótce zaczął pojawiać się w ich sztukach Broadwayu. Występował gościnnie w serialach: Crossroads (1956) jako żołnierz z Chuckiem Connorsem, Donem DeFore’em i Guyem Williamsem, Wire Service (1956) u boku George’a Brenta i Navy Log (1957) jako pilot. Znalazł się w obsadzie biograficznego dramatu sportowego Roberta Mulligana The Jim Piersall Story (Fear Strikes Out, 1957) z Anthonym Perkinsem i Karlem Maldenem, dramatu kryminalnego Reform School Girl (1957) z Yvette Vickers, dramatu Johnny Trouble (1957) z Carolyn Jones, Stuartem Whitmanem i Ethel Barrymore oraz melodramatu Irvinga Rappera Marjorie Morningstar (1958) z Natalie Wood i Gene’em Kellym.
Stał się znany jako „Kookie” z serialu kryminalnego ABC 77 Sunset Strip (1958-1963) z udziałem Efrema Zimbalista Jr. w roli prywatnego detektywa Stuarta „Stu” Baileya. Postać grana przez Byrnesa stała się narodową sensacją nastolatków, co skłoniło producentów do uczynienia Byrnesa stałym członkiem obsady. Przekształcili postać „Kookie” z napastnika w parkingowego lokaja. Telewidzowie cytowali jego dialog („Kochanie, jesteś najmądrzejszy!”), a młodzi mężczyźni naśladowali sposób, w jaki trzymał w ręku swój zawsze obecny grzebień. W marcu 1959 nagrana przez niego piosenka „Kookie, Kookie (Lend Me Your Comb)” w duecie z Connie Stevens stała się hitem w pierwszej piątce. Jednak zawarty przez niego kontrakt z Warner Bros., zmusił go do odrzucenia ról w Rio Bravo (1959), Ryzykownej grze (1960) i Złoto Alaski (1960).
W 1963 otrzymał nagrodę Bravo Otto, przyznawanej przez dwutygodnik niemiecki dla młodzieży „Bravo”, w kategorii „Najlepszy gwiazdor telewizyjny”. W 1974 był prowadzącym pilotażowych odcinków amerykańskiej wersji teleturnieju Koło Fortuny. Wystąpił jako Vince Fontaine, gospodarz telewizyjnego show tanecznego „National Bandstand” w musicalu Grease (1978) u boku Johna Travolty i Olivii Newton-John. Wystąpił w dramacie telewizyjnym NBC Twirl (1981) z Erin Moran, dramacie Erotic Images (1983) z Britt Ekland i komedii Jeffa Kanewa Drużyna z Beverly Hills (Troop Beverly Hills, 1989) jako Ross Coleman z Shelley Long.

## Życie prywatne
25 marca 1962 poślubił Asę Maynor. Mają córkę Logan. W 1971 doszło do rozwodu.
Zmarł nagle 8 stycznia 2020 w wieku 87 lat w swoim domu w Santa Monica w Kalifornii.

## Filmografia
- 1964: Spotkanie z Alfredem Hitchcockiem jako Paul Perry
- 1965: Prawo Burke’a jako Davey Carr
- 1976: Sierżant Anderson jako Billy Dodge
- 1978: Grease jako Vince Fontaine
- 1980: CHiPs - odc. „Offroad” jako Andy
- 1981: Aniołki Charliego – odc. „Waikiki Angels” jako Ted Burton
- 1982: Statek miłości jako Archie Phillips
- 1987: Córeczki milionera jako Emcee
- 1990: Napisała: Morderstwo jako Sid Hooper
- 1992: Świat według Bundych jako Edd Byrnes
- 1993: Napisała: Morderstwo jako Freddie Major
- 1994: Prawo Burke’a jako Cassidy
- 1995: Legendy Kung Fu jako Manley Combs
- 1995: Napisała: Morderstwo jako Kenneth Rundle
- 2015: Most szpiegów jako „Kookie”